# Jean Deroyer
 (juillet 2014).
Si vous disposez d'ouvrages ou d'articles de référence ou si vous connaissez des sites web de qualité traitant du thème abordé ici, merci de compléter l'article en donnant les références utiles à sa vérifiabilité et en les liant à la section « Notes et références ».
Jean Deroyer, né en 1979, est un chef d’orchestre français.

## Biographie
Jean Deroyer intègre le Conservatoire national supérieur de musique de Paris à l’âge de quinze ans où il obtient cinq premiers prix.
Entre autres orchestres, il a été invité à diriger le NHK Symphony Orchestra à l'Opéra de Tokyo, le Radio Symphonie Orchester Wien, le SWR Orchester Baden-Baden, le RSO orchester Stuttgart, le Deutsches Symphonie Orchester, l’Israel Chamber Orchestra, les Orchestres Philharmoniques du Luxembourg, de Monte-Carlo et de Liège, l’Orchestre de Paris, l’Orchestre National de Lille, l’Orchestre Philharmonique de Radio-France, l’Orchestre National de  Lyon, l’Ensemble Intercontemporain et le Klangforum Wien dans des salles telles que le Konzerthaus de Vienne, la Philharmonie de Berlin, la salle Pleyel, le Luzern Hall, le Tokyo Opera City et le Lincoln Center à New-York.
Depuis plusieurs années, il bâtit une relation privilégiée avec l’Ensemble Intercontemporain, qu’il a dirigé à de nombreuses reprises. En août 2007, il se produit dans Gruppen de Stockhausen - pour trois orchestres et trois chefs - dans le cadre du festival de Lucerne avec Peter Eötvös et Pierre Boulez. En septembre 2007, il est invité à diriger l’Orchestre de Paris à la salle Pleyel et retrouve cet orchestre à plusieurs reprises lors des saisons suivantes. Par ailleurs, il enregistre de nombreux disques avec l’Orchestre Philharmonique de Radio France,  l’Orchestre Philharmonique de Monte-Carlo et l’Orchestre National d’île-de-France pour des labels tels que EMI Music et Naïve ou pour Radio-France.
En 2008, il est l'invité de la deuxième édition du festival de musique contemporaine Île de découvertes.
En 2010, il crée Les Boulingrin, opéra de Georges Aperghis à la tête du Klangforum Wien à l'Opéra Comique, dans une mise en scène de Jérôme Deschamps. Il dirige ensuite Pelléas et Mélisande à l'Opéra de Rouen et l'Orchestre Philharmonique de Radio-France dans Ariane et Barbe-Bleue de Paul Dukas. La saison dernière, il a créé l'opéra JJR de Philippe Fénelon, mis en scène par Robert Carsen au Grand Théâtre de Genève.
En 2020, pendant le confinement lié à la pandémie de Covid-19, il organise des ciné-concerts sur Internet avec l'orchestre régional de Normandie.

## Discographie
- Cellar Door, opéra de Thomas Roussel avec l’Orchestre Philharmonique de Radio-France (EMI)
- Jour 54 de Pierre Jodlowski d’après Perec avec l’Orchestre Philharmonique de Radio-France (Signature)
- Œuvres de Philippe Hurel, Gilbert Amy et Philipp Maintz avec l’Orchestre Philharmonique de Monte-Carlo (OPMC Classics)
- Céleste ma planète de Sébastien Gaxie avec l’Orchestre National d’île-de-France (Folio-junior)
- Robert-le-cochon de Marc-Olivier Dupin avec l’Orchestre National d’île-de-France (Le Chant du Monde)
- L'Œil du Loup, de Daniel Pennac, musique de Karol Beffa, avec l’Orchestre de chambre de Paris (Gallimard jeunesse)
- Monographie de Philipp Maintz avec l’Orchestre Philharmonique de Monte-Carlo (Wergo)
- Intolérance de Griffith, musique de Pierre Jansen et Antoine Duhamel avec l’Orchestre National d’île-de-France (TF1 vidéo)
- Des Canyons aux étoiles d’Olivier Messiaen avec l’Orchestre Philharmonique de Radio-France (Naïve)
- Am Rande der nacht de Bernard Foccroulle avec l’Orchestre Philharmonique de Liège (Cypres)
- Quatrième symphonie de Gustav Mahler avec l’Orchestre de Basse Normandie (Skarbo)

## Prix et postes
- 1er prix de direction d’orchestre dans la classe de Janos Fürst au Conservatoire National Supérieur de Musique et de Danse de Paris en 2002
- 1er prix d’harmonie, de contrepoint de fugue et d’analyse au Conservatoire National Supérieur de Musique et de Danse de Paris en 1999
- Chef-assistant à l’Ensemble Intercontemporain de 2003 à 2005
- Directeur Musical de l’ensemble Court-circuit depuis 2008
- Chef principal de l’Orchestre de Basse Normandie depuis 2014